# العلاقات السويسرية الميانمارية
العلاقات السويسرية الميانمارية هي العلاقات الثنائية التي تجمع بين سويسرا وميانمار.

## مقارنة بين البلدين
هذه مقارنة عامة ومرجعية للدولتين:
| وجه المقارنة                                              | سويسرا                                                                                      | ميانمار          |
| --------------------------------------------------------- | ------------------------------------------------------------------------------------------- | ---------------- |
| المساحة (كم2)                                             | 41.28 ألف                                                                                   | 676.58 ألف       |
| عدد السكان (نسمة)                                         | 8.21 مليون                                                                                  | 53.37 مليون      |
| الكثافة السكانية (ن./كم²)                                 | 198.89                                                                                      | 78.88            |
| العاصمة                                                   | برن                                                                                         | نايبيداو، يانغون |
| اللغة الرسمية                                             | اللغة الألمانية، اللغة الإيطالية، لغة فرنسية، اللغة الرومانشية، الألمانية السويسرية الموحدة | اللغة البورمية   |
| العملة                                                    | فرنك سويسري                                                                                 | كيات ميانماري    |
| الناتج المحلي الإجمالي (بليون دولار)                      | 678.89 مليار                                                                                | 69.32 مليار      |
| الناتج المحلي الإجمالي (تعادل القوة الشرائية) بليون دولار | 518.07 مليار                                                                                | 282.95 مليار     |
| الناتج المحلي الإجمالي الاسمي للفرد دولار أمريكي          | 80.94 ألف                                                                                   | 1.16 ألف         |
| الناتج المحلي الإجمالي للفرد دولار أمريكي                 | 59.54 ألف                                                                                   |                  |
| مؤشر التنمية البشرية                                      | 0.930                                                                                       | 0.536            |
| رمز المكالمات الدولي                                      | +41                                                                                         | +95              |
| رمز الإنترنت                                              | .ch، .swiss ‏                                                                                | .mm              |
| المنطقة الزمنية                                           | توقيت وسط أوروبا، ت ع م+01:00، ت ع م+02:00، أوروبا/زيورخ ‏                                   | ت ع م+06:30      |

## منظمات دولية مشتركة
يشترك البلدان في عضوية مجموعة من المنظمات الدولية، منها:
| علم المنظمة | اسم المنظمة                        | تاريخ انضمام سويسرا | تاريخ انضمام ميانمار |
| ----------- | ---------------------------------- | ------------------- | -------------------- |
|             | مؤسسة التمويل الدولية              | 29 مايو 1992        | 3 ديسمبر 1956        |
|             | منظمة حظر الأسلحة الكيميائية       | ?                   | ?                    |
|             | يونسكو                             | 28 يناير 1949       | 27 يونيو 1949        |
|             | الاتحاد الدولي للاتصالات           | 1866                | 15 سبتمبر 1937       |
|             | الأمم المتحدة                      | 10 سبتمبر 2002      | 19 أبريل 1948        |
|             | منظمة الشرطة الجنائية الدولية      | ?                   | ?                    |
|             | البنك الدولي للإنشاء والتعمير      | 29 مايو 1992        | 3 يناير 1952         |
|             | الاتحاد البريدي العالمي            | ?                   | ?                    |
|             | مؤسسة التنمية الدولية              | 29 مايو 1992        | 5 نوفمبر 1962        |
|             | منظمة التجارة العالمية             | ?                   | ?                    |
|             | بنك التنمية الآسيوي                | 1967                | 1973                 |
|             | وكالة ضمان الاستثمار متعدد الأطراف | 12 أبريل 1988       | 16 ديسمبر 2013       |

## وصلات خارجية
- موقع وزارة الخارجية السويسرية
- موقع وزارة الخارجية الميانمارية